# 大江戸台風族
大江戸台風族（オオエドタイフーン、Oh-Edo Typhoon）は、落語協会に所属する噺家7名で結成されたユニット。
プロデューサーはオフィス唐茄子屋の横須賀譲二（2012年死去）。
2003年2月12日、お江戸日本橋亭にて結成。落語だけでなく大喜利イベントも定期的に行っていた。
長らく活動はしていなかったが、鈴本演芸場2023年3月中席夜の部（トリ：春風亭百栄）の時に林家久蔵を除くメンバーが出演して久しぶりの勢ぞろいとなり、仲入り・終演時にはCD「JUGEM」がBGMとして流された。また、三遊亭天どんは「まだ解散はしていない」と述べている。

## メンバー
| 番号    | 現在の名前        | ユニット結成当時の名前 | 師匠              |
| ------- | ----------------- | ---------------------- | ----------------- |
| 台風1号 | 林家久蔵          |                        | 林家木久扇        |
| 台風2号 | 3代目柳家甚語楼   | 柳家さん光             | 3代目柳家権太楼   |
| 台風3号 | 柳家我太楼        | 柳家太助               | 3代目柳家権太楼   |
| 台風4号 | 春風亭百栄        | 春風亭栄助             | 7代目春風亭栄枝   |
| 台風5号 | 3代目古今亭志ん丸 | 古今亭志ん太           | 6代目古今亭志ん橋 |
| 台風6号 | 三遊亭鬼丸        | 3代目三遊亭きん歌      | 3代目三遊亭圓歌   |
| 台風7号 | 三遊亭天どん      |                        | 三遊亭圓丈        |

## CD
- JUGEM（2004年1月1日、徳間ジャパンコミュニケーションズ、TKCA-72644）
- ジュゲム〜こち亀バージョン（2004年7月7日、徳間ジャパンコミュニケーションズ、TKCA-90028） - 「両津勘吉（ラサール石井） and 大江戸台風族」名義